# József Kovács (mezzofondista)
József Kovács (Nyíregyháza, 3 marzo 1926 – Budapest, 29 marzo 1987) è stato un mezzofondista ungherese.

## Palmarès
| Anno | Manifestazione  | Sede      | Evento        | Risultato | Prestazione | Note |
| ---- | --------------- | --------- | ------------- | --------- | ----------- | ---- |
| 1954 | Europei         | Berna     | 10000 m piani | Argento   | 29'25"8     |      |
| 1956 | Giochi olimpici | Melbourne | 10000 m piani | Argento   | 28'52"4     |      |

## Campionati nazionali
1951
- Oro ai campionati ungheresi, 5000 m piani - 14'52"4

1952
- Argento ai campionati ungheresi, 5000 m piani - 14'50"8
- Oro ai campionati ungheresi, 10000 m piani - 31'02"8

1953
- Oro ai campionati ungheresi, 10000 m piani - 29'51"2

1955
- 4º ai campionati ungheresi, 5000 m piani - 14'07"2
- Oro ai campionati ungheresi, 10000 m piani - 29'20"0

1956
- Argento ai campionati ungheresi, 10000 m piani - 29'25"6

1957
- Argento ai campionati ungheresi, 5000 m piani - 14'05"6

1959
- Oro ai campionati ungheresi, 5000 m piani - 13'47"6